# Nikken Sekkei
Nikken Sekkei Ltd (japonsky 日建設計) je japonská architektonická kancelář se sídlem v okrese Čijoda v Tokiu, založená v roce 1900. Je to soukromá společnost částečně vlastněná zaměstnanci a od svého založení dokončila přes 25 000 projektů ve 50 zemích. V roce 2017 to byla druhá největší architektonická kancelář na světě podle zisku a dlouhodobě největší architektonická kancelář v Japonsku.

## Personál a kanceláře
Roku 2019 společnost Nikken Sekkei zaměstnává přes 2 600 odborníků a dokončila více než 25 000 projektů ve více než 50 zemích. Mezinárodní pobočky společnosti se nacházejí v Soulu, Hanoi, Ho Chi Minh City, Singapuru, Dubaji, Moskvě, Barceloně, Šanghaji, Pekingu a Dalianu; zatímco japonské kanceláře jsou lokalizovány ve městech Tokio, Osaka, Nagoya, Kobe, Chugoku, Kitakyushu, Kumamoto, Kagoshima, a Okinawa mimo jiné.

## Projekty

Příklady projektů Nikken Sekkei
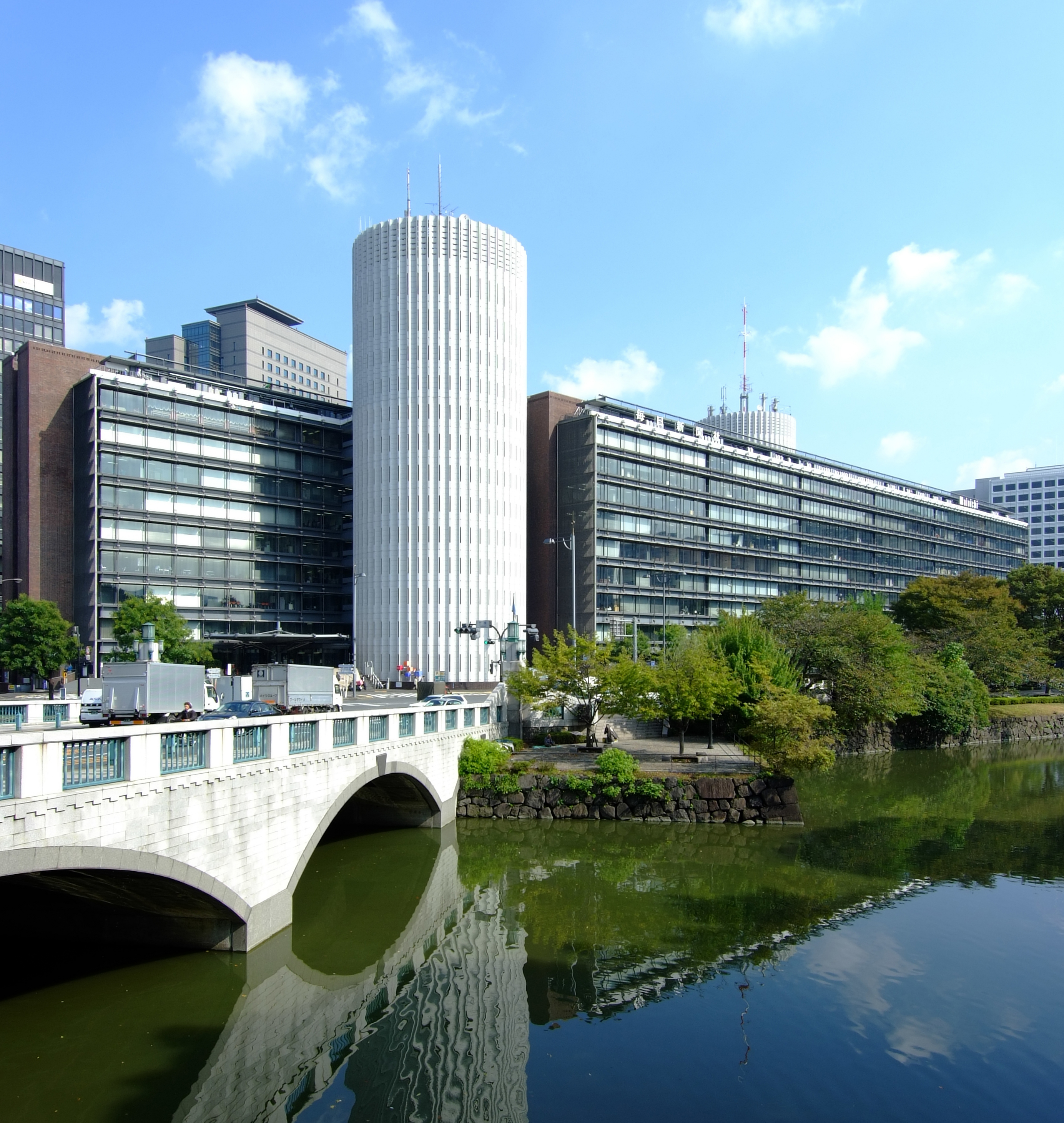
Kancelářská budova Palaceside Building
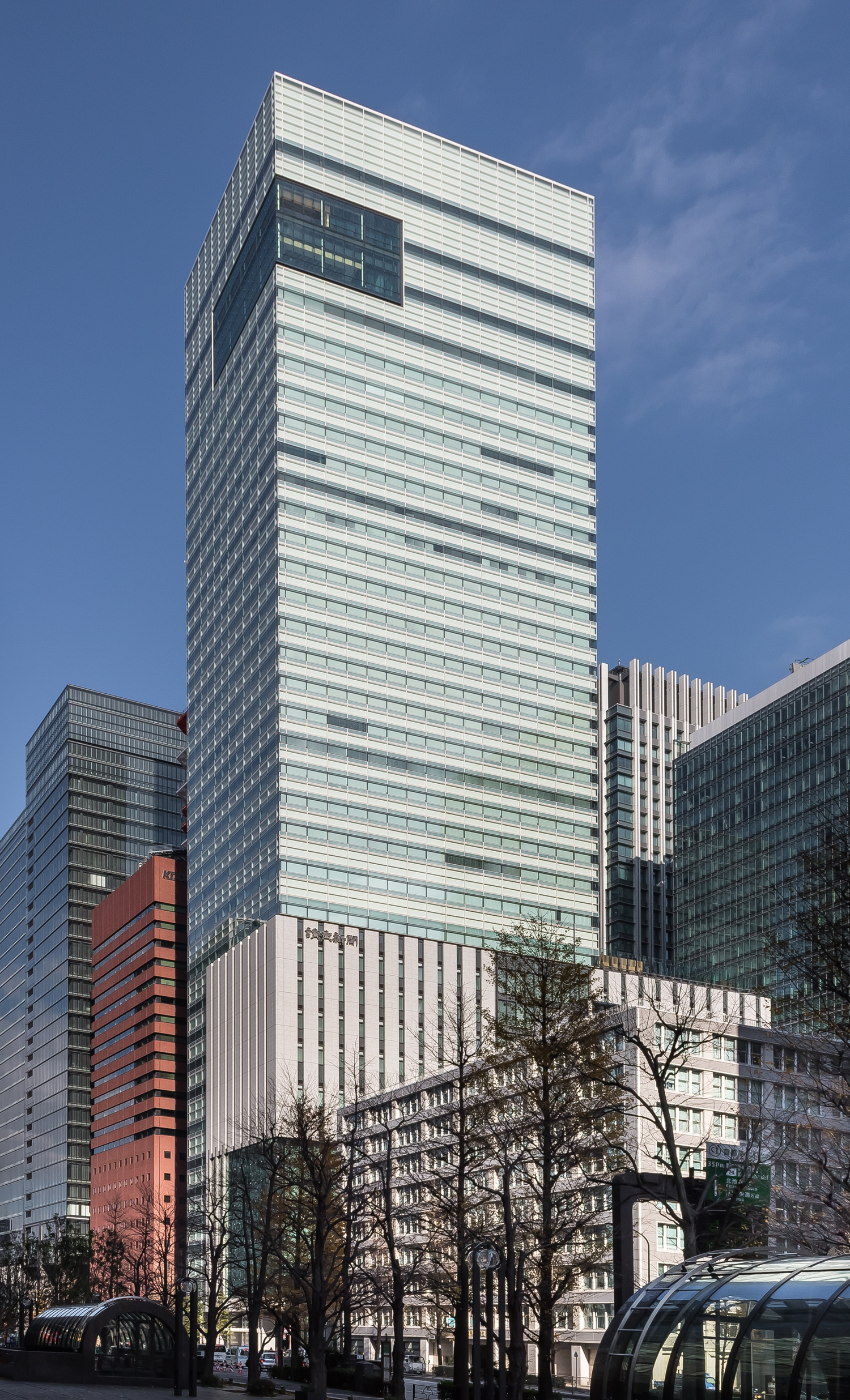
Yomiuri Shimbun Tokyo
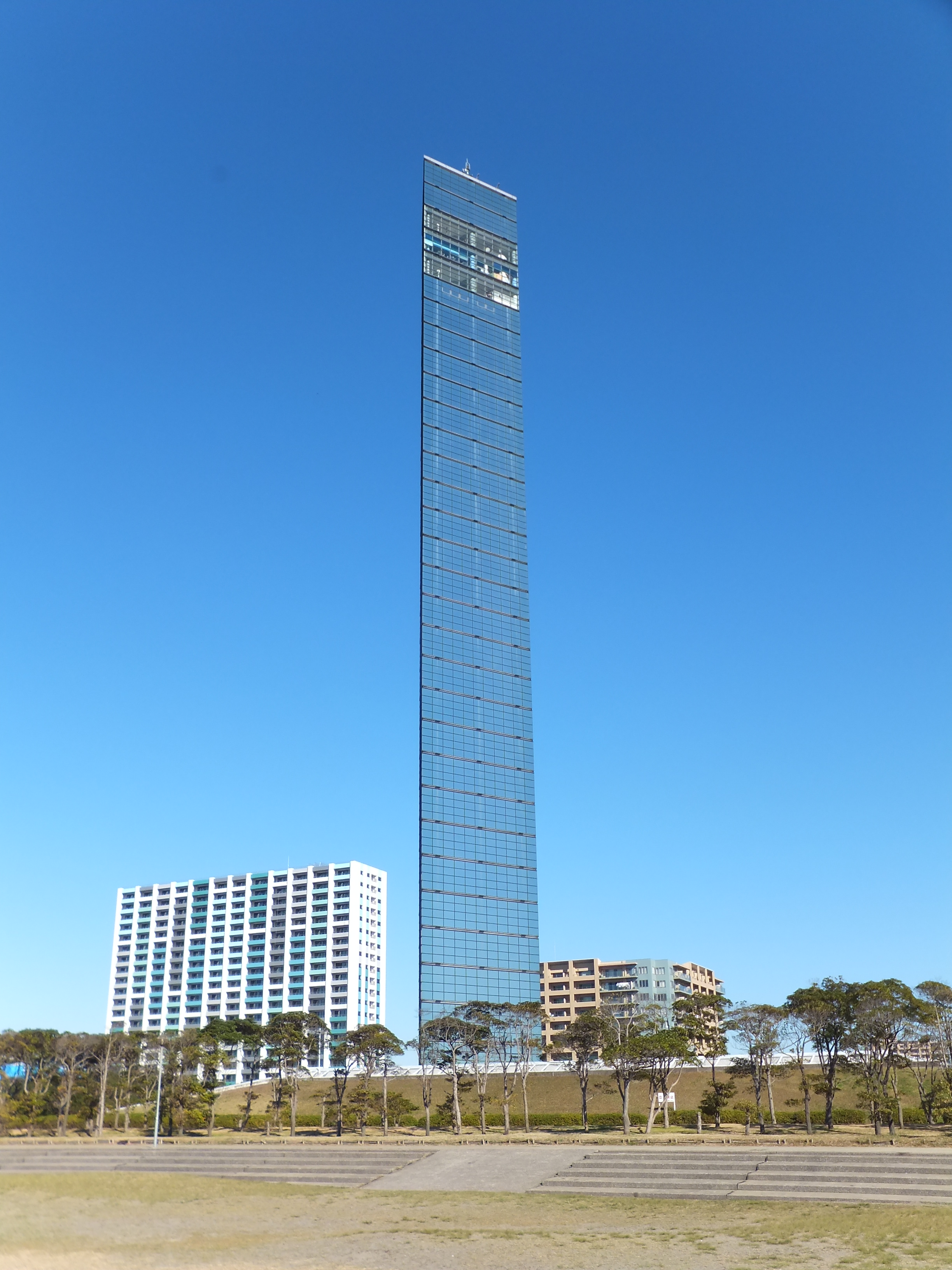
Chiba Port Tower
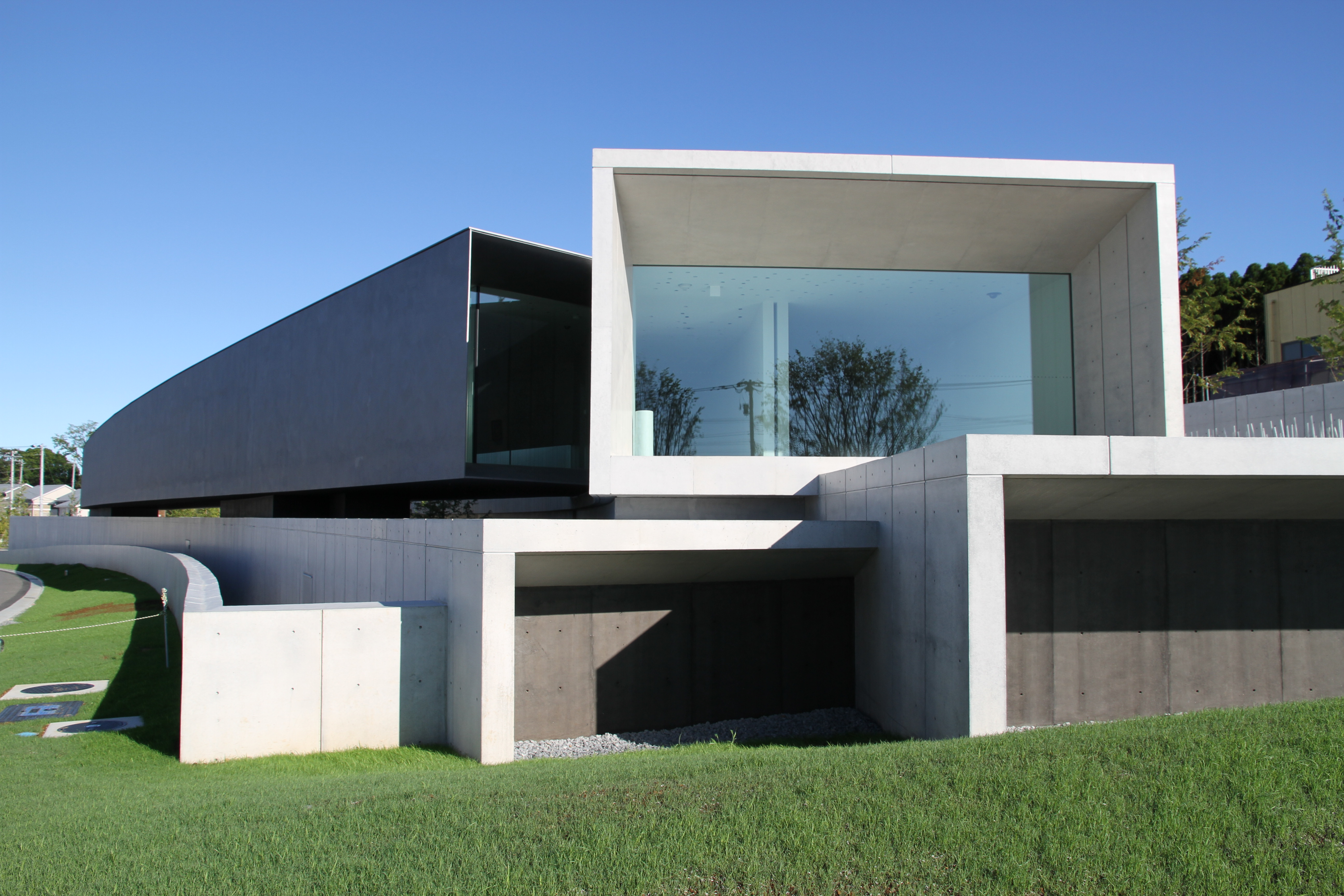
Hoki muzeum
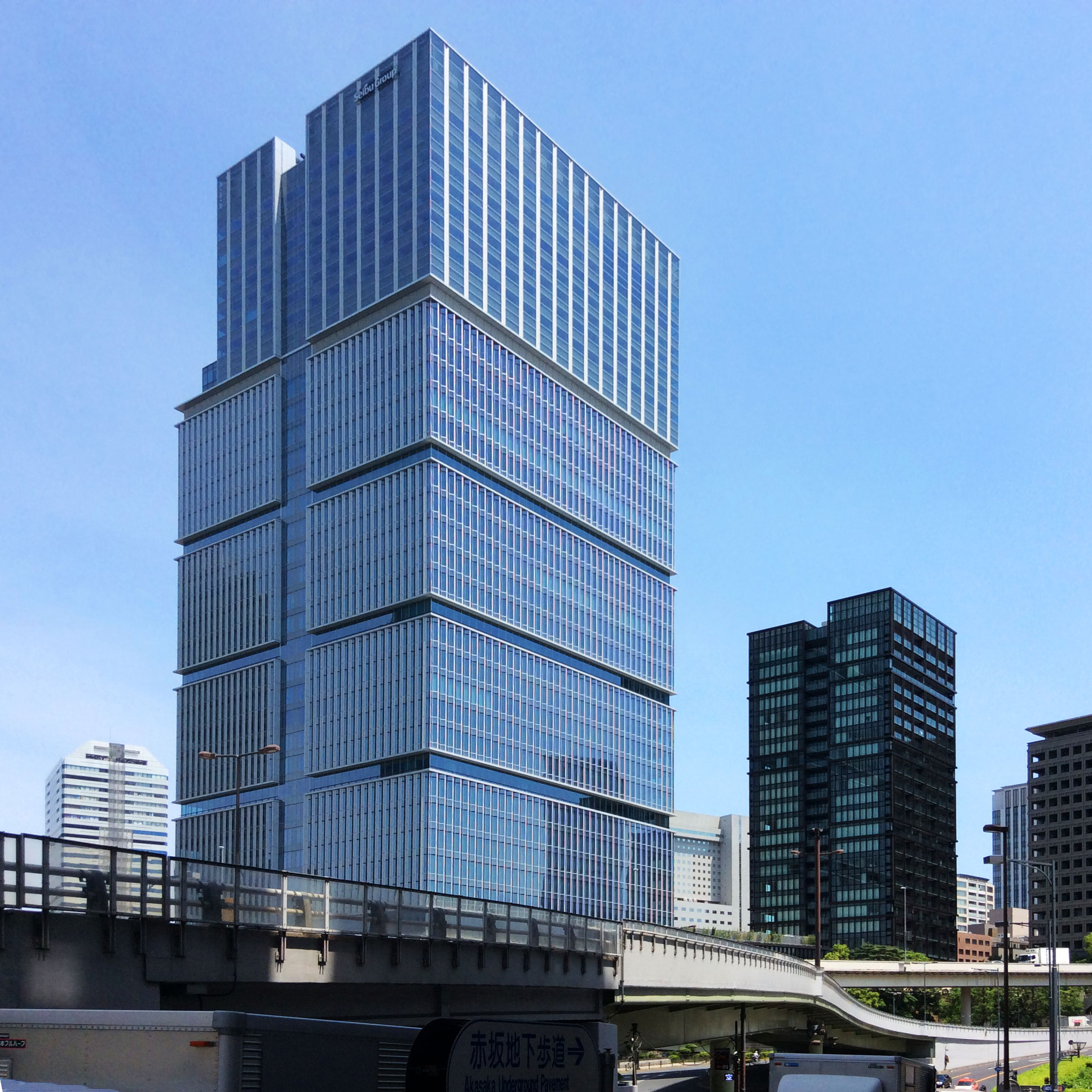
Tokyo Garden Terrace
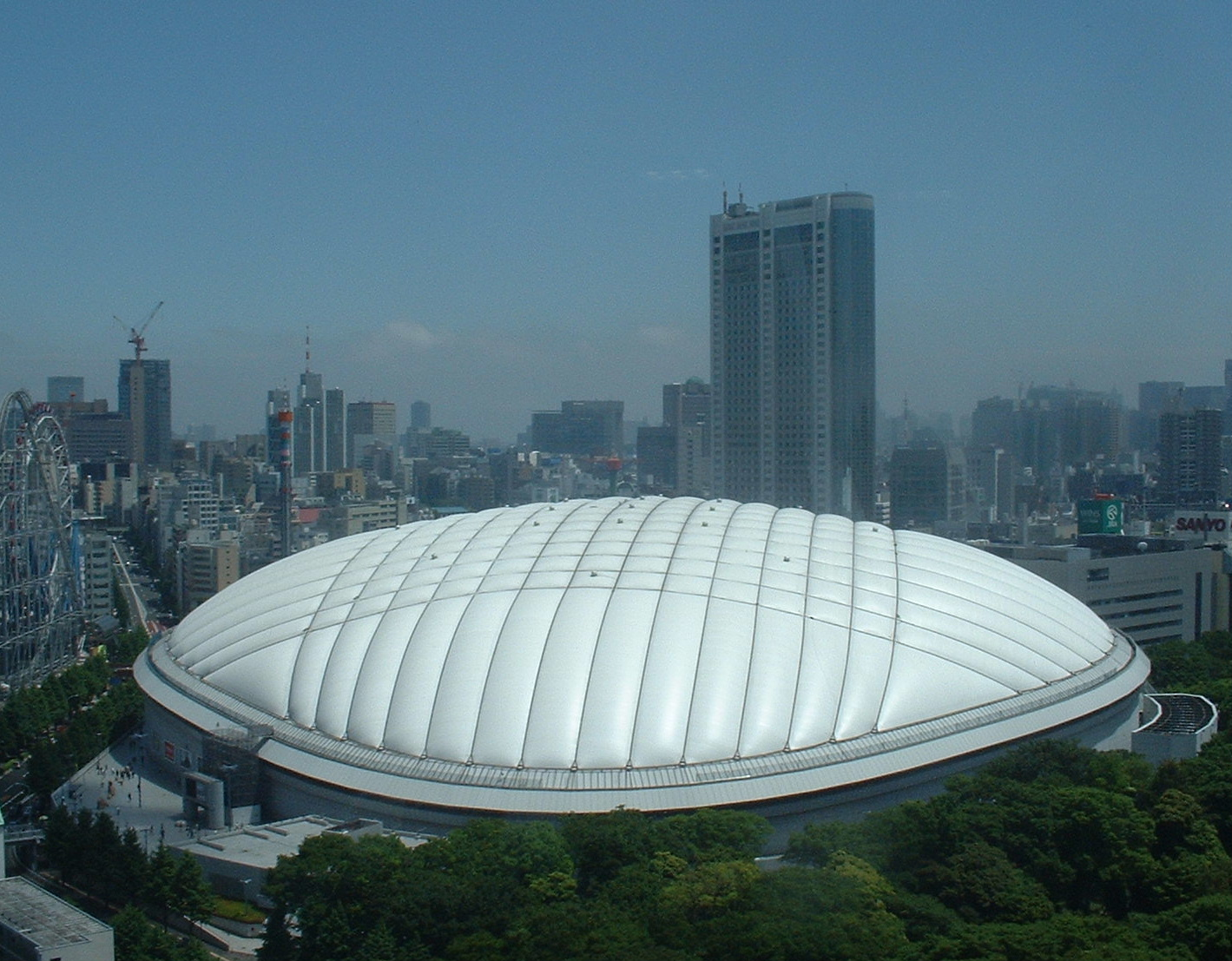
Stadion Tokyo Dome
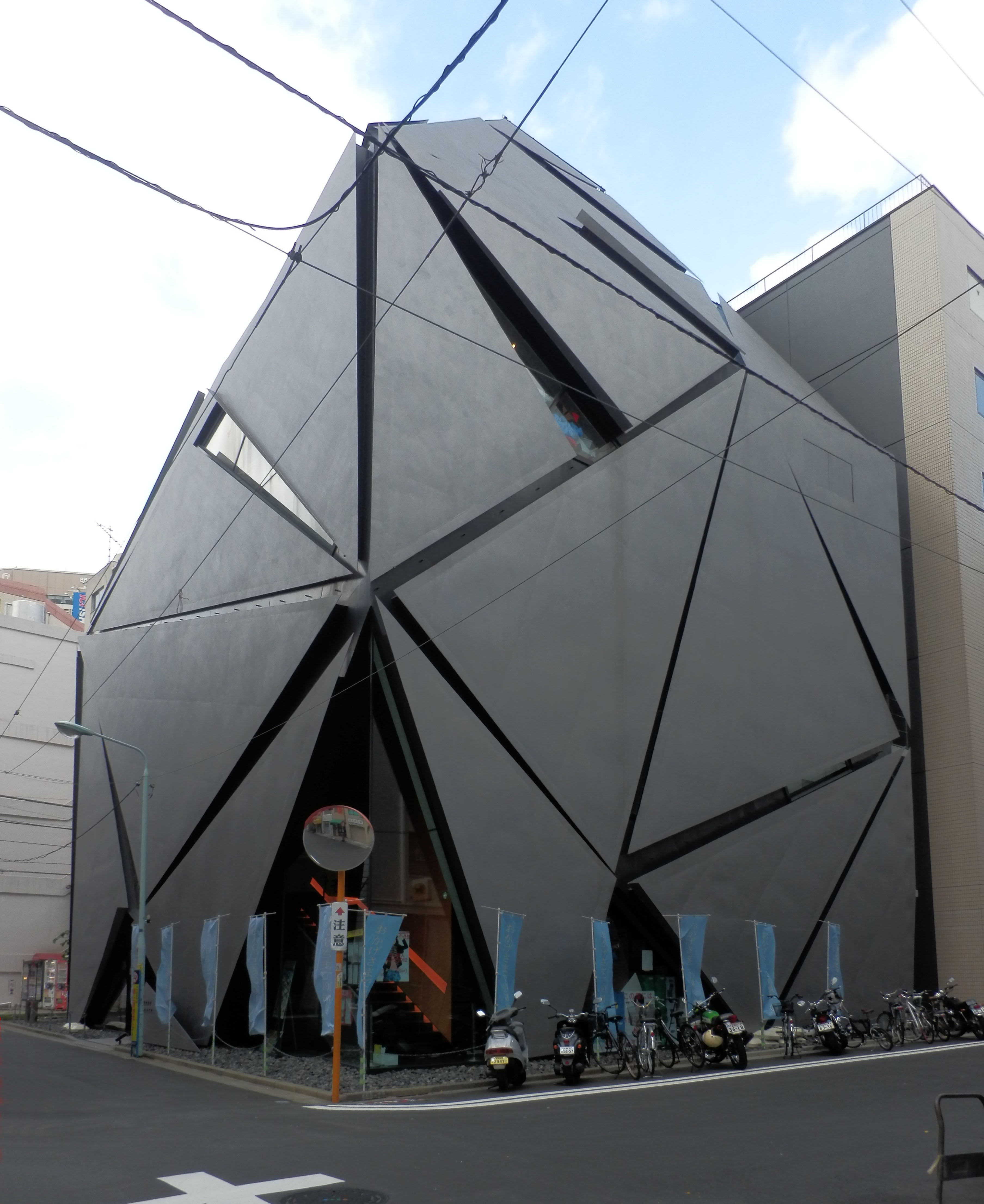
Divadlo Jinbōchō
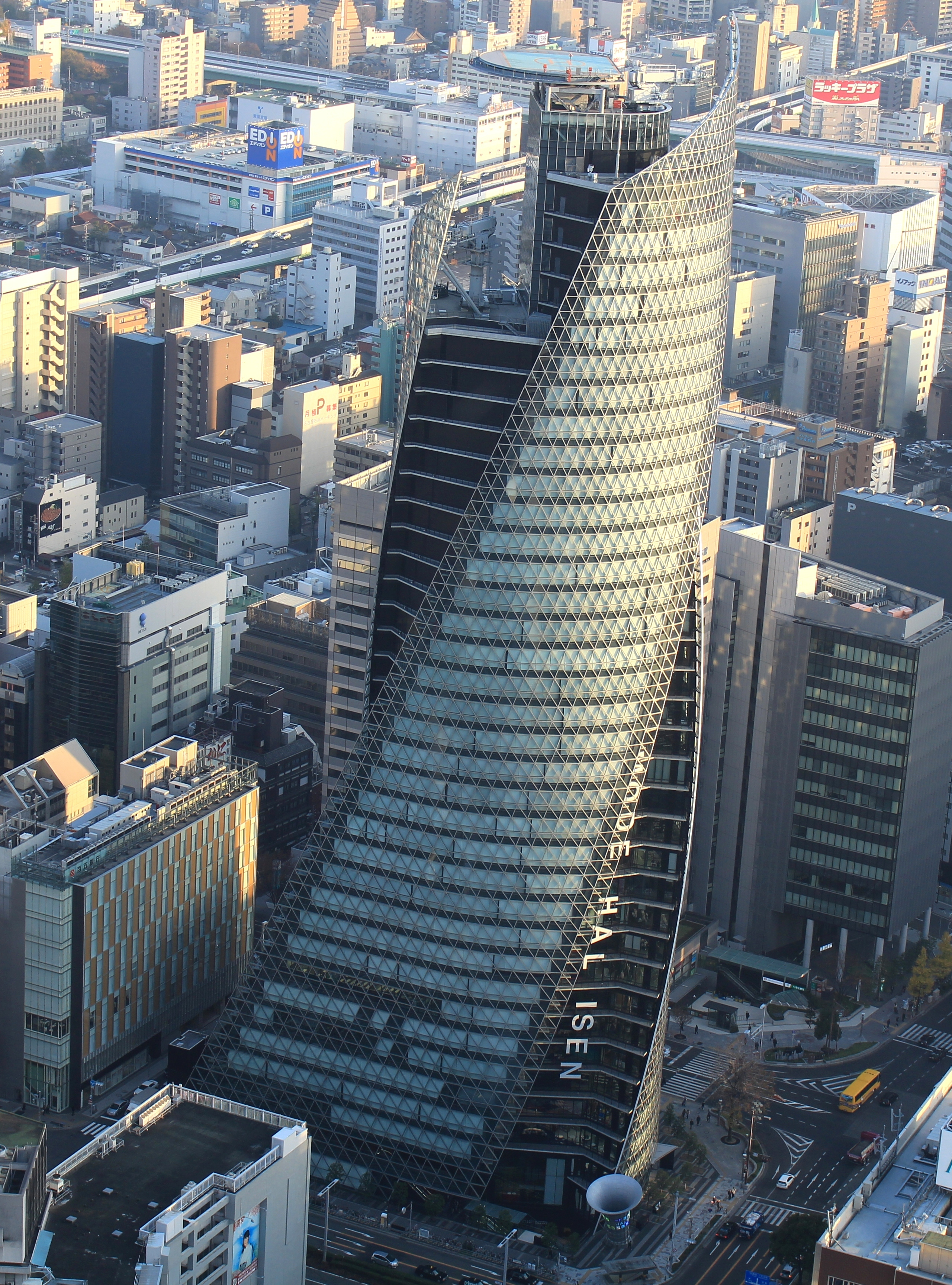
Mode Gakuen Spiral Towers
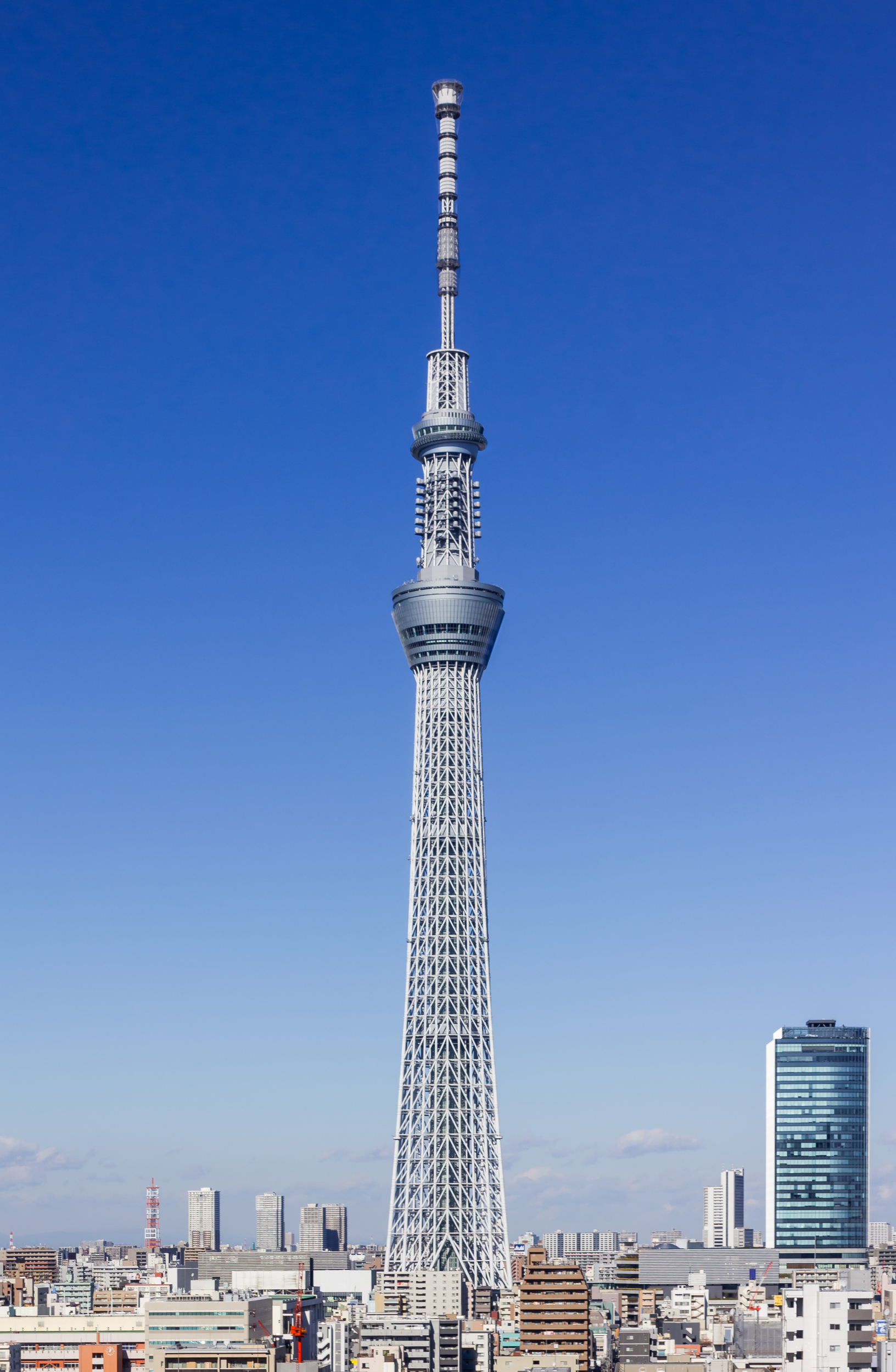
Tokyo Sky Tree
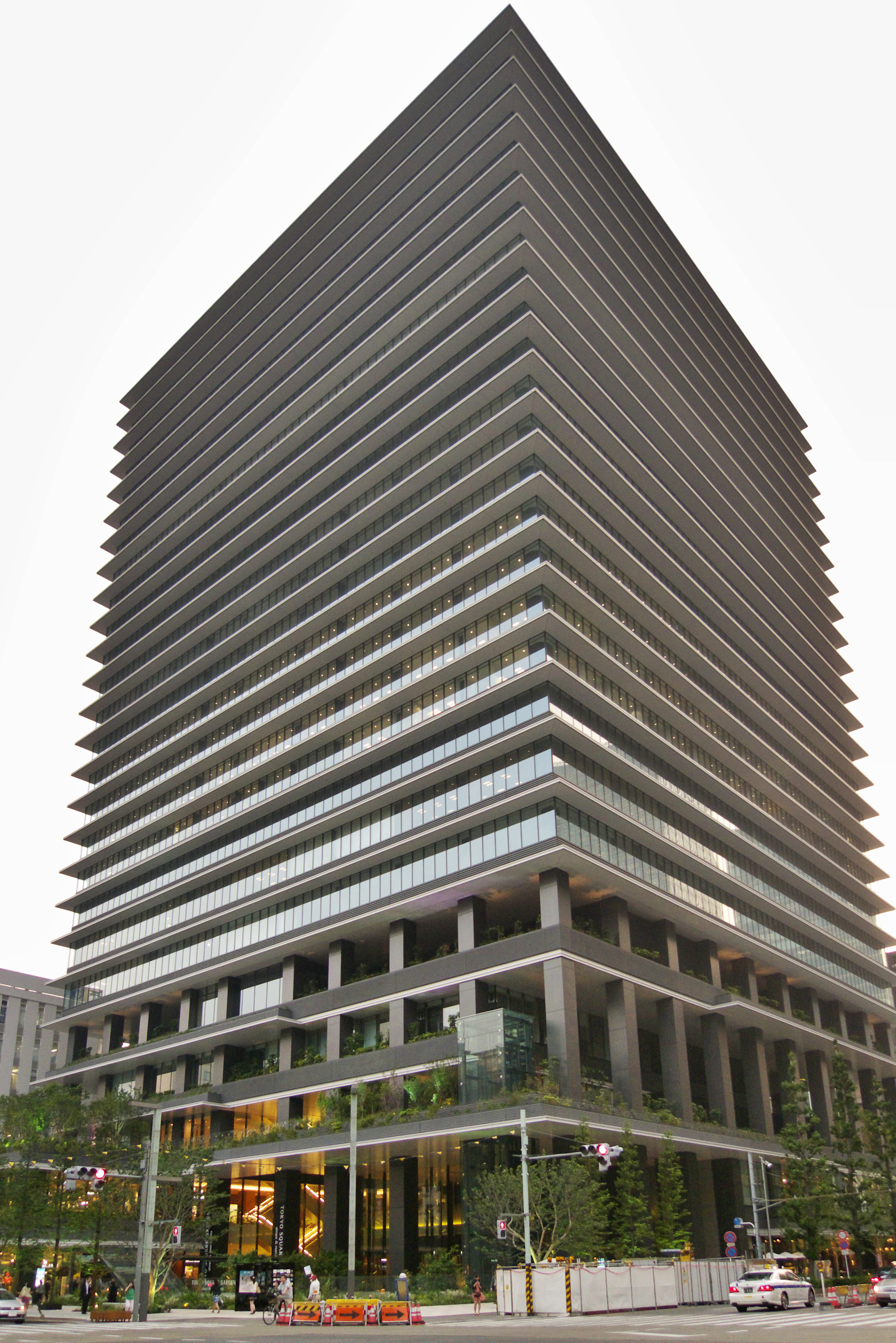
Tokyo Square Garden
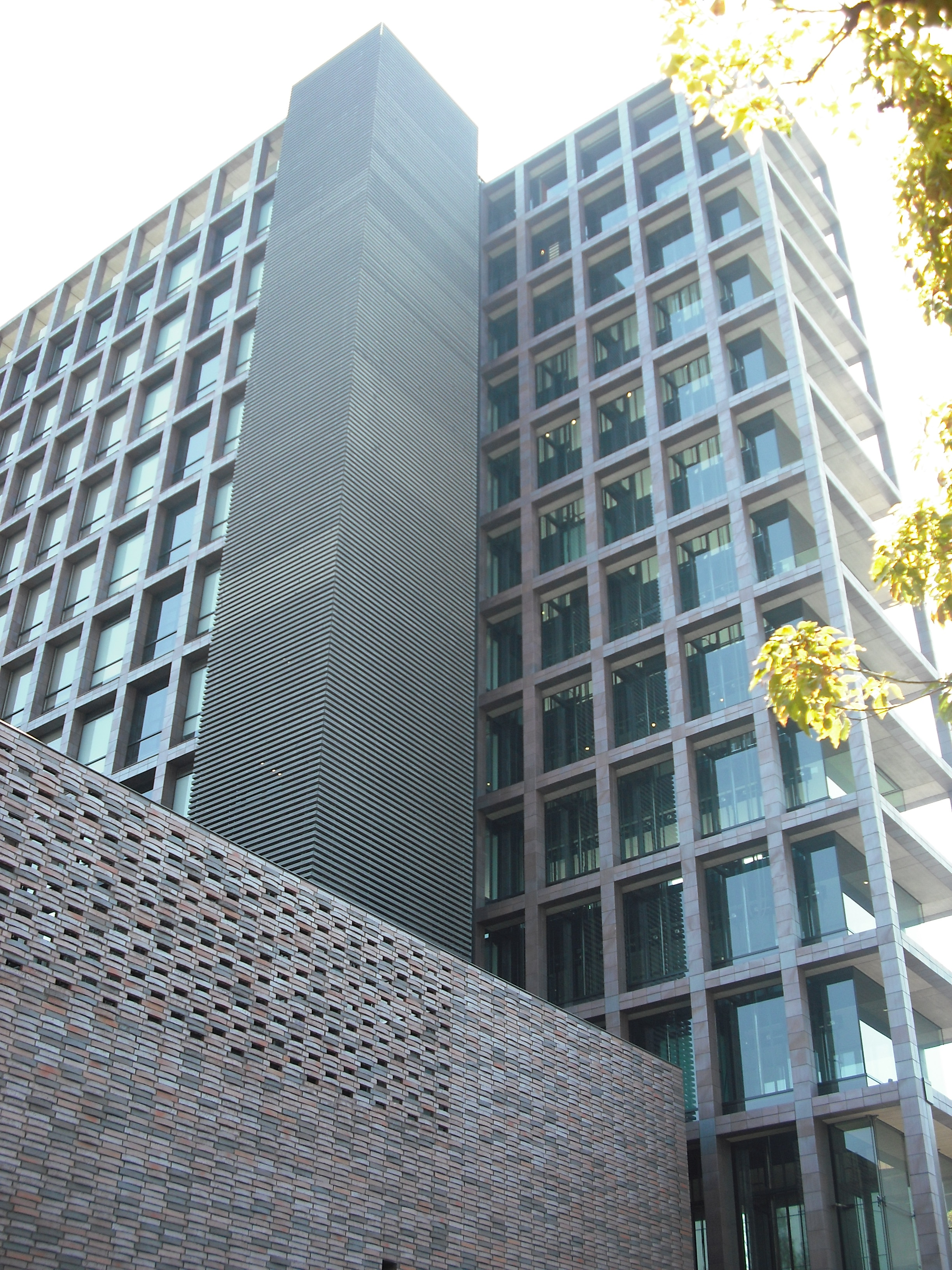
Osaka Bar Association Hall
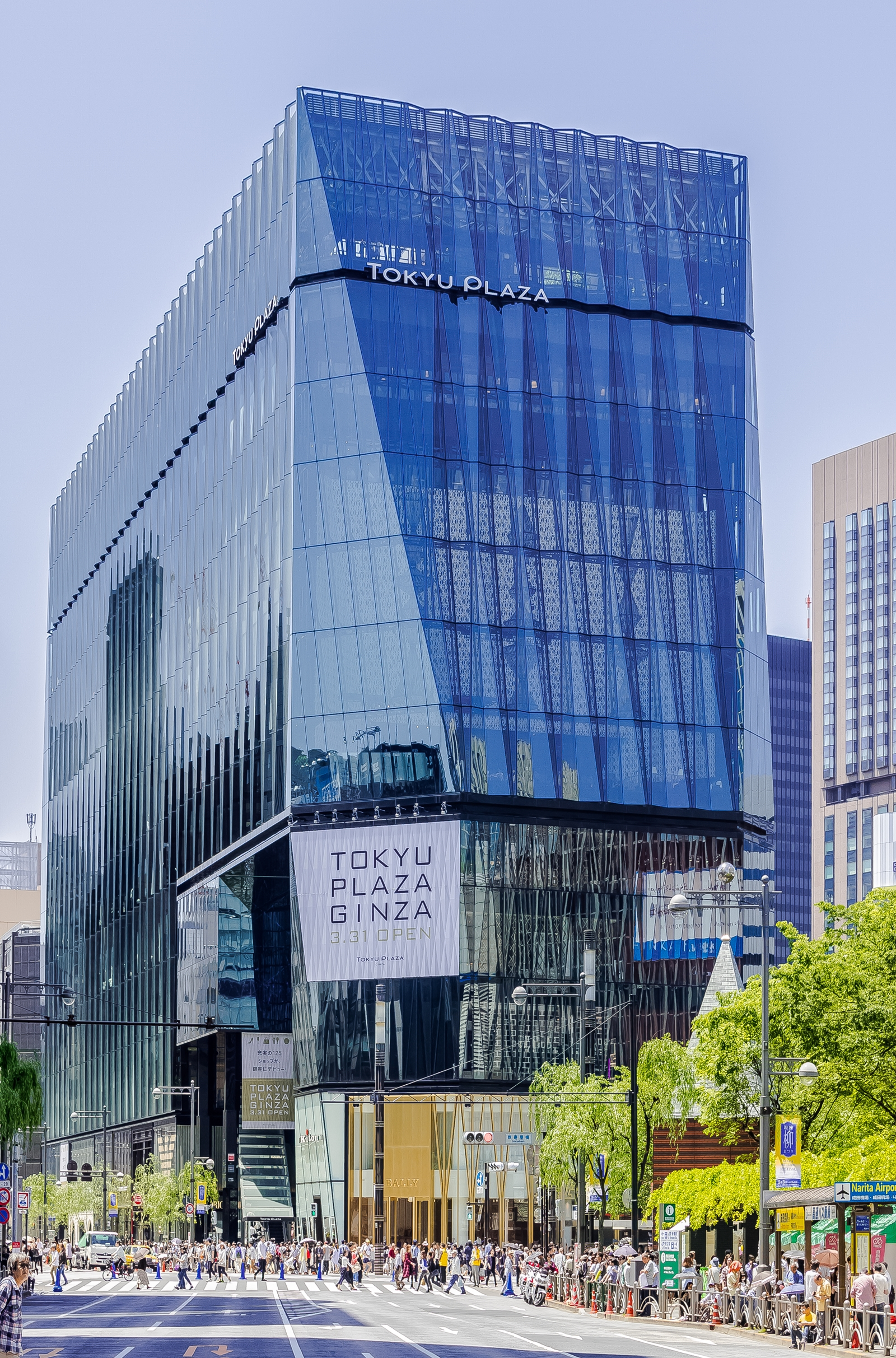
Obchodní dům Tokyu Plaza Ginza
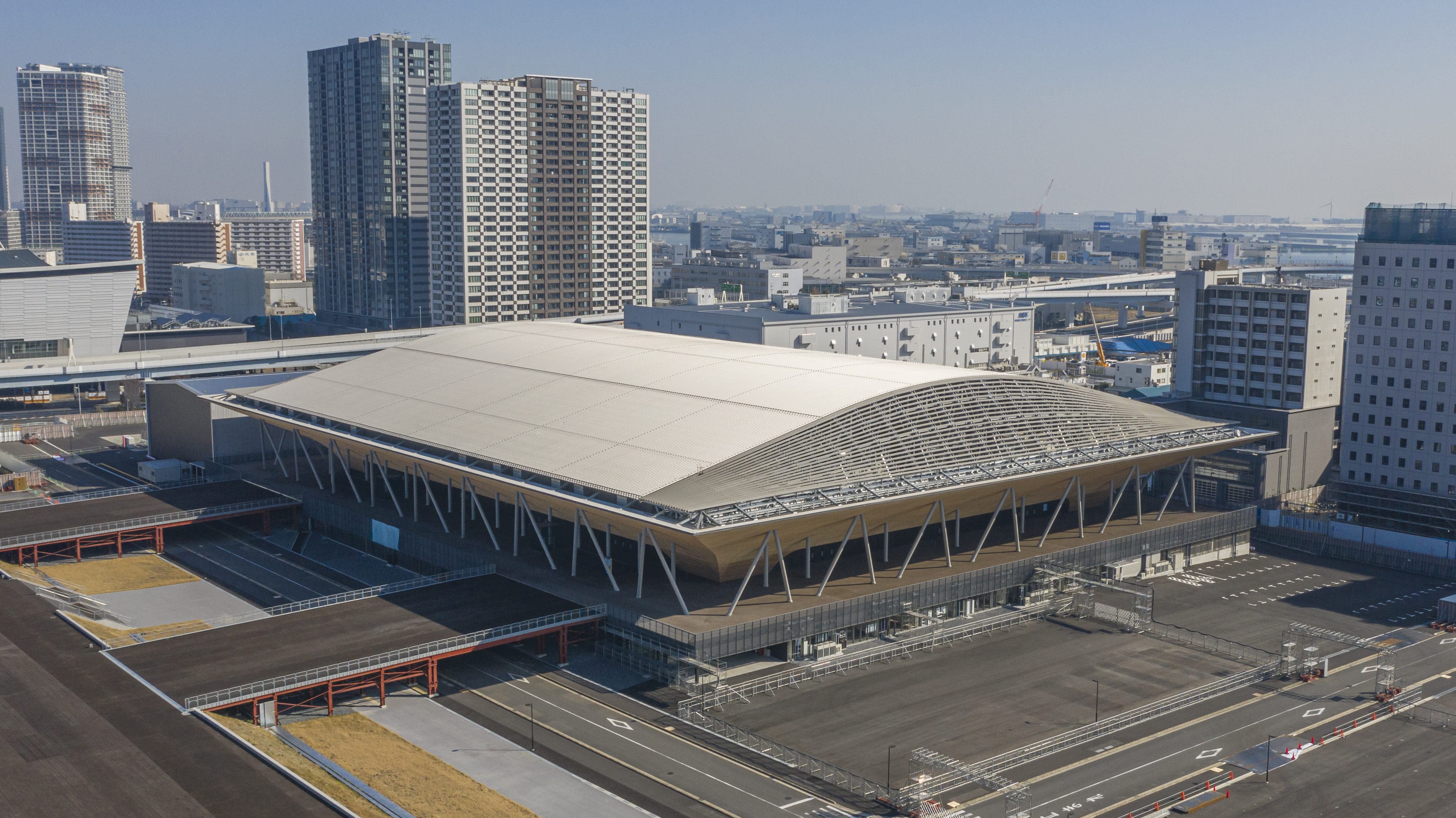
Multifunkční hala Ariake Gymnastics Centre
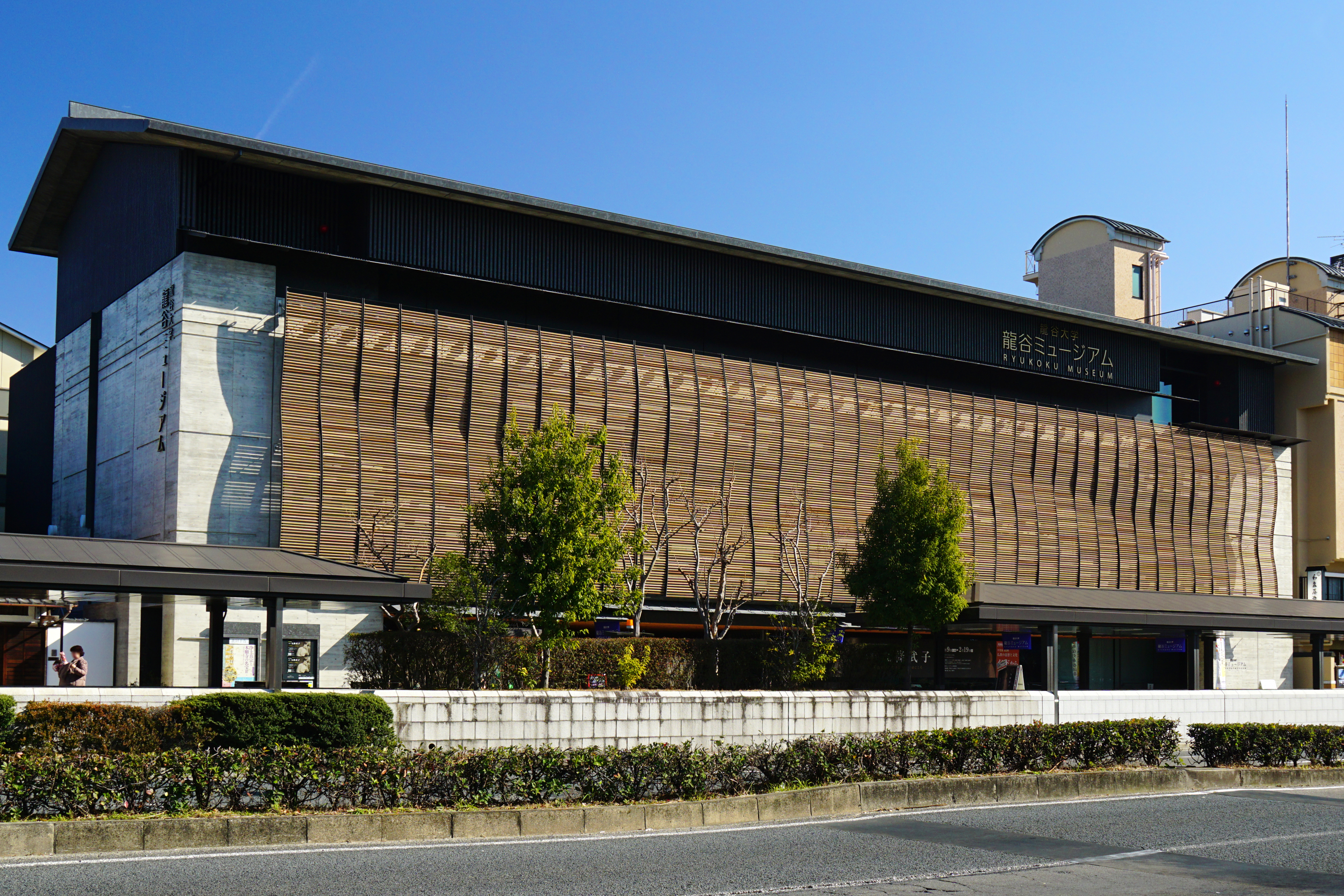
Ryūkoku Museum historie buddhistického umění
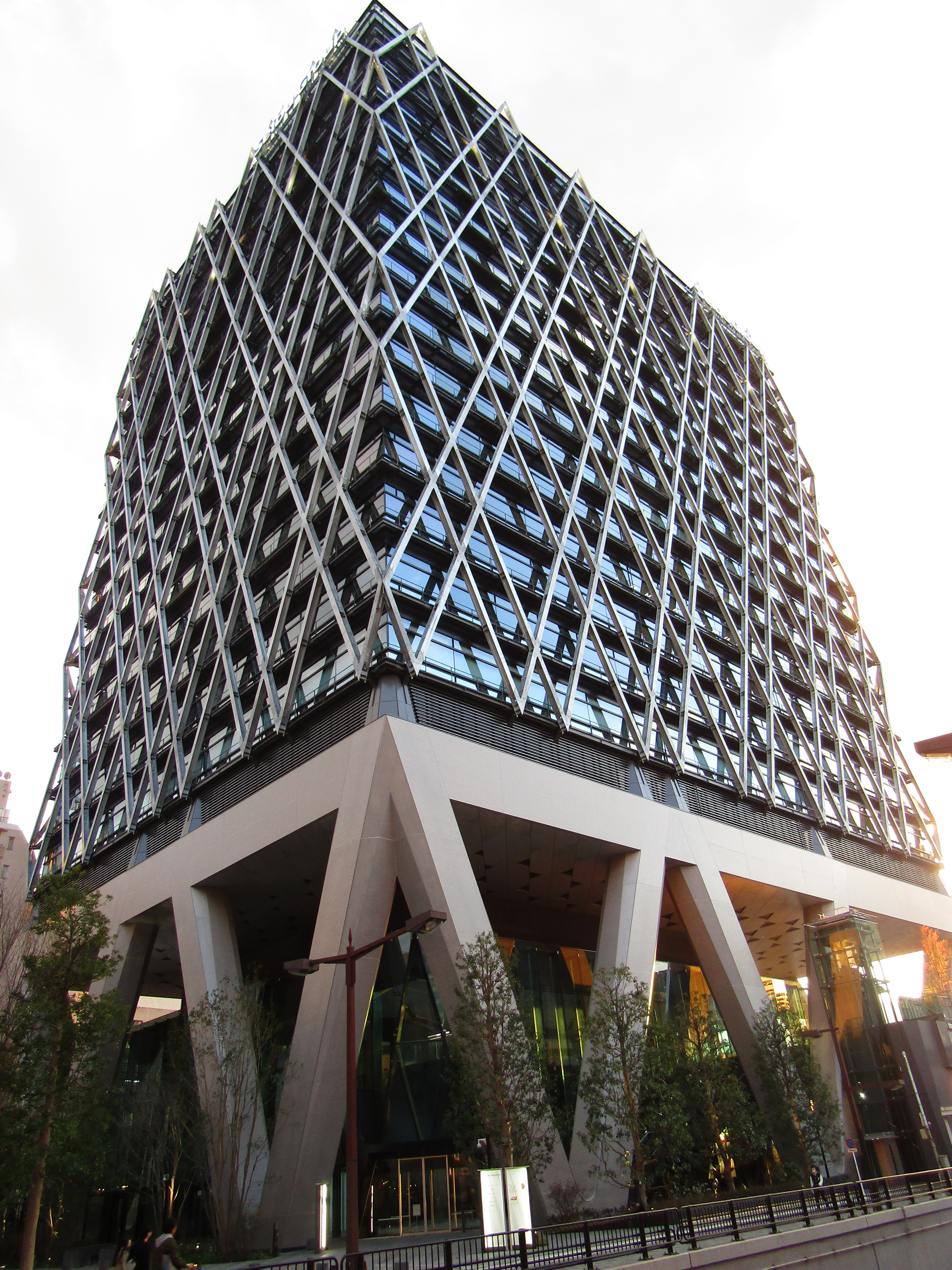
DaiyaGate Ikebukuro

### Další texty
- Jana Nesvadbová. Nejvyšší dřevěná stavba světa má v roce 2041 vyrůst v Tokiu. Novinky.cz. 02.07.2019.